# Capacité en droit
Pour les articles homonymes, voir Capacité.
Ne doit pas être confondu avec Capacité juridique.
En droit français, le certificat de capacité en droit (CAPD) est un diplôme national universitaire de niveau 4 (IV, baccalauréat), créé par Napoléon Ier en 1804, conçu à l'origine pour former les officiers ministériels.

## Historique
Créé en 1804 afin de former les officiers publics ministériels, la capacité en droit est aujourd'hui une voie d'accès parallèle aux études supérieures juridiques et est souvent considérée comme la « vitrine sociale » des UFR Droit. Il offre une formation universitaire juridique générale à tous publics sans condition de diplôme, et ce dès l'âge de 17 ans révolu. Il s'agit ainsi de placer le diplôme national de la capacité en droit au cœur des dispositifs visant à lutter contre l'échec en Licence de droit (plan réussite en Licence). À ce titre, ce diplôme s'adresse également aux bacheliers technologiques (STMG, STL, etc.). La capacité en droit est un équivalent du baccalauréat pour les personnes ne le possédant pas, leur permettant d'accéder à tous les concours de catégorie B et leur donnant l'accès à l'université (filière du droit). Pour une autre filière en université, il est demandé au capacitaire en droit de passer deux épreuves (français écrit et une langue étrangère) au DAEU. Le diplôme se prépare, généralement, soit en régime présentiel par cours du soir, soit grâce à l'enseignement à distance de nombreuses facultés de droit. Ces régimes spéciaux rendent cette formation compatible avec une activité salariée ou d'autres études. La suite naturelle de ce diplôme est la continuation d'études supérieures juridiques.
Les enseignants sont généralement à parts égales : des professionnels du droit (juristes, avocats, notaires...) et des universitaires, soit des enseignants titulaires (professeurs des universités, maîtres de conférences, chercheurs), soit des chargés de cours (doctorants en fin de thèse, attaché temporaire d'enseignement et de recherche...).
Ces dernières décennies, le nombre de candidats a fortement baissé, en grande partie pour des raisons mécaniques : augmentation du taux de réussite au baccalauréat et diversification de ce dernier (création des baccalauréats professionnels), multiplication des filières de promotion (VAE par exemple), mais aussi éclatement des offres de formation au sein desquelles la capacité en droit a du mal à toucher son public.
Ce diplôme existe aussi dans certains pays francophones, notamment en Afrique (Algérie, Bénin, Cameroun et Sénégal, par exemple).

## Programme des deux années
La première année de formation est concentrée sur la découverte du droit public (généralement le droit constitutionnel, administratif et finances publiques) et du droit privé (généralement du droit civil et du droit commercial). 
En deuxième année, il y a généralement encore des cours de droit administratif et de droit commercial (afin d'approfondir les connaissances). Cependant la seconde année permet une plus grande diversification des branches du droit, et dans certaines universités il y a des choix d'options. Du droit public (administratif spécial, droit fiscal), droit privé notarial, droit social, procédure civile, droit pénal, procédure pénale, droit de l'urbanisme, économie politique, etc. Chaque université organise le diplôme à sa manière, mais le contenu des cours est souvent le même d'une université à une autre, puisque le cadre légal de délivrance de ce diplôme est décidé au niveau   national.
L'examen qui clôt chaque année comporte un écrit auquel il faut être reçu (épreuve d'admissibilité) avant de passer l'oral (épreuve d'admission). Il y a généralement deux sessions pour passer les examens : une vers la fin de l'année universitaire (juin), une autre à la rentrée. Tout dépend des universités.
[ex]= deux matières écrites, et quatre matières orales à choisir, sur huit droits différents vus pendant l'année. 
La capacité en droit peut être préparée par correspondance, par l'intermédiaire du Centre audiovisuel d'études juridiques (CAVEJ) commun aux universités de Paris et au Centre national d'enseignement à distance (CNED), mais aussi à l'école Universelle, chez EDUCATEL ou encore au sein du Réseau Pyramide organisé par l'Université Toulouse 1. Concernant Toulouse, la capacité en droit a été réformée, elle se déroule en 3 semestres donnant suite à un 4e semestre (2e semestre de licence 1) ainsi qu'aux universités de Lyon ou la Capacité en Droit est préparée sur trois semestres.
La capacité en droit peut-être également préparée à distance dans les centres de capacité en droit de Bourgogne (gérés par le CNAM) et à l'Université d'Angers.

## Utilité et débouchés
Sorte de « baccalauréat juridique » aux vertus propédeutiques, ce diplôme confère automatiquement :
- l'accès en première année de Licence en droit (en deuxième année de Licence en droit sous condition d'avoir la moyenne de 15/20 pour l'ensemble des deux années accordé par le jury) ou en seconde année de DUT Carrières juridiques, ainsi que, sous conditions, à quelques autres formations profilées « droit » (BTS Banque, assurance, etc.) ;
- il permet aussi de s'inscrire à certains concours administratifs de catégorie B, pour lesquels la capacité peut constituer une bonne préparation, compte tenu de la similitude entre la  méthodologie et le programme des cours, d'une part, et l'état d'esprit, ainsi que la nature de certaines des épreuves de ces concours, d'autre part. Il ne s'agit que des concours  nécessitant le baccalauréat ou son équivalent (mais beaucoup réclament désormais Bac + 2, comme le concours de greffier) ;
- carrières dans le privé : collaborateur juridique et/ou administratif.

Même si la capacité en droit est fortement concurrencée par des diplômes plus élevés (BTS, Licence, voire Master), elle est encore appréciée, notamment pour des emplois de secrétariat juridique et administratif, dans les services généraux, de contentieux ou de gestion du personnel des entreprises, en particulier dans le domaine des assurances, de l'immobilier et des banques, ou comme collaborateurs des professions juridiques.